# Kipushi
Pour le territoire, voir Kipushi (territoire).
Kipushi est une localité, chef-lieu de territoire de la province du Haut-Katanga en république démocratique du Congo, située tout proche de la frontière avec la Zambie. L'activité principale de la cité est l'industrie minière. Kipushi figure parmi les grands centre de productions de Gécamines avec Lubumbashi, Likasi, Kambove et Kolwezi.

## Géographie
La ville située sur la frontière zambienne et desservie par la route nationale 37 à 30 km au sud-ouest du chef-lieu provincial Lubumbashi.

## Limites
Les limites de la ville de Kipushi sont :
- au Nord: le ruisseau Mukulubwe jusqu’à la crête avec la frontière sud de la République de Zambie ;
- au Sud: une ligne droite jusqu’à la frontière avec la Zambie ;
- à l’Est: le ruisseau Mimbulu à la limite Nord-Ouest du groupement Kapo ;
- à l’Ouest: la frontière Est de la Zambie avec la République Démocratique du Congo

## Étymologie
Kipushi est un mot autochtone dérivé de "fipushi" qui signifie « courge ». D'où, le fait que la ville soit connue sous le slogan Kipushi ya maboke, maboke ayant la même signification que fipushi en kiswahili.[réf. nécessaire]

## Histoire
Avec l'installation de la mine Prince Leopold installé au sud ouest de la mine de l'étoile de Elisabeth-ville (Lubumbashi) par l'union minière du Haut Katanga, la cité a pris naissance autour de la mine. Les couleurs de emblème de la cité sont Vert- Blanc. Kipushi se reconnait par sa tour d'environ 75 m de hauteur construite au-dessus de la mine de Kipushi, tour connu sous le nom de Puits 5.
En juin 2013, la localité se voit conférer le statut de ville, constituée de deux communes : Katapula et Kipushi. Ce statut ne sera pas maintenu lors de la réforme administrative mise en place en 2015.

## Environnement
À Kipushi, la saison pluvieuse est couvert, la saison sèche est dégagée dans l'ensemble et le climat est chaud tout au long de l'année. Au cours de l'année, la température varie généralement de 8 °C à 33 °C et est rarement inférieure à 6 °C ou supérieure à 36 °C .

## Administration
Chef-lieu de territoire de 49 491 électeurs recensés en 2018, la localité a le statut de commune rurale de moins de 80 000 électeurs, elle compte 7 conseillers municipaux en 2019.

## Quartiers
La petite cité frontalière de Kipushi est située à environ 30 km de Lubumbashi et elle contient les quartiers suivants:
1. Quartier kamarenge , nom de la rivière kamarenge qui se déverse dans le lac artificielle Eugène communément appeler la ville. ce quartier contient la population bourgeoise de la cité, agents cade de la Gecamines et comprend les blocs (ville , mayelamene, bloc douane , bloc prison et bloc plateau la nouvelle ville
2. quartier Kalubamba , communément appelé CITÉ BETTY , nom d'un ancien chef de cité et composé des anciens pensionnés de la Gecamines et leurs récentes générations
3. Quartier Mungoti compose essentiellement des agents GECAMINES et comprend des entités (safricas , Léo katapula , bougies , fonction , indépendant
4. Quartier Kachoma  composé essentiellement des agents GECAMINES et partant de l'avenue Dilolo qui longe le drain katapula au quartier 5 ans et comprend les entités (LÉO bloc1 , bloc2 , oua 1 asphalté , oua 2 non asphaltée , bloc 5 anso
5. quarter kamarenge Bloc Mayilamene, nommé après l'un des anciens commissaire de district du Haut Katanga, ce quartier est juste voisin de la ville, ce quartier est marqué par la prison du Haut Katanga, appelée la prison de Boma.
6. Bloc safricas, une partie du quartier Kamarenge construit par l'entreprise safricas en faveur des aspirants cadres , des agents GECAMINES de la classe 4 qui étaient préparés pour passer cadre avec une configuration en mignature de la ville le quartier porte le nom de l'entreprise
7. le camp gecamines, qui est en soi composé de plusieurs quartiers et comprend les ouvriers de la gecamines. ici on peut citer le quartier mungoti, quartier fonction, quartier zaire, quartier kampemba…
8. cité bethy subdivisée aussi en différents quartiers, la cité bethy est le siège de non travailleurs de la gecamines
9. Quartier OUA et 5 Ans, ces deux furent parmi les derniers quartiers construit par la Gecamines pour ses employés.

## Population
Le recensement de la population date de 1984, l'accroissement annuel est estimé à 3,88 en 2012,.
| 1984   | 2004   | 2012    |
| ------ | ------ | ------- |
| 53 207 | 97 981 | 132 861 |

## Personnalités publiques liées à la ville
- Pasteur Paul Mukendi (1977-), chef religieux évangélique.
- Tchibemba, né en 1954 à Kipuchi, dessinateur de bandes dessinées et illustrateur.

## Économie
La mine à une profondeur de 1 392 mètres et actuellement a été cédée dans un partenariat GECAMINES et le groupe ivanhoee et la société commune constituée est KICO (Kipushi corporation).